# Rashid Sidek
Rashid Sidek (n. 8 iulie 1968, Banting⁠(d), Malaysia) este un jucător de badminton ce a reprezentat Malaysia, medaliat olimpic. A participat la 2 ediții ale Jocurilor Olimpice (1992, 1996) în care a câștigat o medalie de bronz.